# 韓褒
韓 褒（かん ほう、生年不詳 - 572年）は、中国の北魏末から北周にかけての政治家・軍人。字は弘業。本貫は潁川郡潁陽県。

## 経歴
韓演の子として生まれた。学問を好んだが、章句を守らなかった。建明年間、奉朝請を初任とした。強弩将軍の位を加えられ、太中大夫に転じた。北魏末の乱のため夏州に避難した。宇文泰が夏州刺史となると、韓褒は召し出されて客礼を受けた。534年、賀抜岳が侯莫陳悦に殺害されると、関中の諸将らが宇文泰を後継者として迎えようとした。宇文泰が去就をどうすべきか尋ねたところ、韓褒は侯莫陳悦の乱をすみやかに鎮圧して関中に割拠する時機を逃さないよう進言したので、宇文泰はこれを受け入れた。
宇文泰が丞相となると、韓褒は録事参軍として召され、侯呂陵氏の姓を賜った。535年、西魏が建国されると、行台左丞に転じ、三水県伯の爵位を受けた。まもなく丞相府属に転じ、中軍将軍・銀青光禄大夫の位を加えられた。536年、南朝梁が商洛を攻撃し、東魏もまた穣に侵入してきたので、韓褒は鎮南将軍・丞相府従事中郎となって、酈に駐屯した。酈にあること2年、召還されて丞相府司馬となり、爵位は侯に進んだ。
北雍州刺史として出向し、衛大将軍の位を加えられた。州の北方の山間地に西魏に従わない叛乱者たちが多くいたが、韓褒はならず者の少年たちを主帥に任じて、叛乱者たちを摘発させた。またその月のあいだに出頭してきた者は罪を許し、出頭してこない者は殺しつくすと警告すると、叛乱者たちはことごとく出頭してきた。韓褒は約束どおりその罪を許し、叛乱を終息させた。入朝して給事黄門侍郎となった。543年、侍中に転じた。
546年、都督・西涼州刺史となった。西域の地において貧富の格差の是正につとめた。550年、大都督・涼州諸軍事の位を加えられた。552年、会州刺史に転じた。553年、位は車騎大将軍・儀同三司に進んだ。まもなく驃騎大将軍・開府儀同三司の位を加えられ、爵位は公に進んだ。561年、召還されて御伯中大夫となった。
562年、司会中大夫に転じた。563年、汾州刺史として出向した。北斉との国境にあって防御が難しく、農村も荒廃していた。韓褒はわざと防御の設備をゆるめ、北斉軍に掠奪させ放題にした。北斉軍が油断しきったところを、その帰路を迎え討ち、ことごとく捕虜にした。このため北斉軍の侵入はしばらく止んだ。564年、河洮封三州諸軍事・河州総管に任じられた。568年、鳳州刺史に転じた。まもなく老年を理由に引退を願い出て、許された。570年、少保に任じられた。
572年、死去した。涇岐燕三州刺史の位を追贈された。諡は貞といった。
子の韓継伯が後を嗣いだ。

## 伝記資料
- 『周書』巻37 列伝第29
- 『北史』巻70 列伝第58